# Włodzimierz Arwaniti
Włodzimierz Arwaniti (ur. 6 września 1890 w Rawie Mazowieckiej, zm. wiosną 1940 w Charkowie) – pułkownik artylerii Wojska Polskiego, działacz niepodległościowy, ofiara zbrodni katyńskiej.

## Zarys biografii
Syn Jana i Marii z Giełczewskich. W 1912 ukończył Michajłowską Akademię Artylerii w Petersburgu. Do 1918 służył w Armii Imperium Rosyjskiego. Od marca do maja 1918 w I Korpusie Polskim w Rosji. Początkowo w dywizjonie artylerii konnej Dywizji Ułanów, a następnie w jednej z brygad artylerii.
W listopadzie 1918, w stopniu kapitana, został przyjęty do Wojska Polskiego i przydzielony do 1 pułku artylerii polowej Legionów. W składzie tego pułku wziął udział w wojnie z bolszewikami. 
3 maja 1922 roku został zweryfikowany w stopniu kapitana ze starszeństwem z dniem 1 czerwca 1919 roku i 166. lokatą w korpusie oficerów artylerii, a jego oddziałem macierzystym był 3 pułk artylerii ciężkiej w Wilnie. 8 stycznia 1924 roku zmieniono mu lokatę na liście starszeństwa z „166” na „68,5”. Następnie pełnił służbę w 9 pułku artylerii polowej w Białej Podlaskiej. Od 22 grudnia 1927 roku do 13 marca 1928 roku pełnił obowiązki dowódcy pułku manewrowego artylerii w Toruniu-Podgórzu. 23 grudnia 1929 roku został przeniesiony do 28 pułku artylerii polowej w Zajezierzu na stanowisko zastępcy dowódcy pułku. 2 grudnia 1930 roku został mianowany podpułkownikiem ze starszeństwem z dniem 1 stycznia 1931 roku i 4. lokatą w korpusie oficerów artylerii. W styczniu 1931 roku został przeniesiony do 14 dywizjonu artylerii konnej w Białymstoku na stanowisko dowódcy dywizjonu. 25 listopada 1935 został wyznaczony na stanowisko dowódcy 29 pułku artylerii lekkiej w Grodnie. Na pułkownika awansował ze starszeństwem z dniem 19 marca 1937  i 5. lokatą w korpusie oficerów artylerii. 
25 sierpnia 1939, w czasie mobilizacji alarmowej, został dowódcą artylerii dywizyjnej 29 Dywizji Piechoty. Podczas kampanii wrześniowej 13 września został ciężko ranny.
Po agresji ZSRR na Polskę w nieznanych okolicznościach dostał się do niewoli sowieckiej. Przebywał w obozie w Starobielsku. Wiosną 1940 został zamordowany przez funkcjonariuszy NKWD w Charkowie i pogrzebany potajemnie w bezimiennej mogile zbiorowej w Piatichatkach, gdzie od 17 czerwca 2000 mieści się oficjalnie Cmentarz Ofiar Totalitaryzmu w Charkowie. Figuruje na tzw. liście Gajdideja (poz. 24).
Postanowieniem nr 112-48-07 Prezydenta RP Lecha Kaczyńskiego z 5 października 2007 został mianowany pośmiertnie na stopień generała brygady. Awans został ogłoszony 9 listopada 2007 w Warszawie, w trakcie uroczystości „Katyń Pamiętamy – Uczcijmy Pamięć Bohaterów”.

## Ordery i odznaczenia
- Krzyż Oficerski Orderu Odrodzenia Polski – 10 listopada 1938 „za zasługi w służbie wojskowej”[18]
- Krzyż Walecznych[10]
- Złoty Krzyż Zasługi – 10 listopada 1928[19][10]
- Medal Niepodległości – 20 lipca 1932 „za pracę w dziele odzyskania niepodległości”[20][10]
- Medal Pamiątkowy za Wojnę 1918–1921
- Medal Dziesięciolecia Odzyskanej Niepodległości